# Борисфен-2
«Борисфен-2» (укр. Борисфен-2) — бывший украинский футбольный клуб из города Борисполь, Киевской области. Являлся фарм-клубом «Борисфена».

## История
Первое упоминание о команде приходится на сезон 1999/00. Вначале клуб представлял село Счастливое Бориспольского района, а затем город Борисполь. В 2000 году команда была заявлена для участия в любительском Кубке Украины, однако из-за неявку на игру против киевского «Днепра», «Борисфену-2» было засчитано техническое поражение.
В сезоне 2001/02 клуб дебютировал во Второй лиге Украины. Главным тренером стал Павел Яковенко. За команду были заявлены игроки юношеской сборной Украины до 17 лет 1985 года рождения, практически в полном составе для получения игровой практики на взрослом уровне. Одновременно с этим многие футболисты находились на контракте с киевским «Динамо». В январе 2002 года на Мемориале Макарова команда в финале обыграла «Динамо-2» в серии пенальти и стала победителем турнира. Яковенко иногда ставил вратаря команды Виктора Коломейченко играть в полузащите в официальных играх.
Весной 2002 года сборная Украины под руководством Яковенко участвовала в юношеском чемпионате Европы, где заняла четвёртое место в своей группе. Из 18 игроков сборной — 17 были представителями «Борисфена-2».
По итогам сезона во Второй лиге команда заняла 15 место их 18 участвующих в турнире клубов. Летом 2002 года игроки «Борисфена-2» Андрей Прошин, Александр Алиев, Артём Милевский и Дмитрий Воробей были приглашены на сборы с основной командой киевского «Динамо», а затем многие игроки команды были зачислены за «Динамо-2» и «Динамо-3». В новом сезоне команду возглавил Владимир Кожухов, а со второго круга его сменил Валерий Кинашенко. Сезон 2002/03 «Борисфен-2» завершил на 14 месте из 16 команд.
Летом 2003 года команду возглавил Степан Матвиив. Команда после первого круга занимала 6 место с 23 набранными очками. В начале 2004 года «Борисфен-2» стал победителем Мемориала Кирсанова. Со второго круга главным тренером стал Иван Бубись. Во втором круге команда набрала лишь четыре очка и по итогам Второй лиги 2003/04 заняла последнее 16 место и покинула турнир.

## Главные тренеры
- Павел Яковенко (2001—2002)
- Владимир Кожухов (2002)
- Валерий Кинашенко (2003)
- Степан Матвиив (2003)
- Иван Бубись (2004)

## Статистика
| Сезон   | Дивизион            | Место в чемпионате | И  | В  | Н | П  | ГЗ | ГП | О  | Примечание |
| ------- | ------------------- | ------------------ | -- | -- | - | -- | -- | -- | -- | ---------- |
| 2001/02 | Вторая лига Украины | 15 из 18           | 34 | 11 | 3 | 20 | 35 | 50 | 36 |            |
| 2002/03 | Вторая лига Украины | 14 из 16           | 30 | 9  | 1 | 20 | 23 | 51 | 28 |            |
| 2003/04 | Вторая лига Украины | 16 из 16           | 30 | 7  | 6 | 17 | 28 | 46 | 27 | Понижение  |